# Vișagu, Cluj
Vișagu (în maghiară Visag) este un sat în comuna Săcuieu din județul Cluj, Transilvania, România.

## Lăcașuri de cult
- Biserica românească din lemn din anul 1800.